# Mordförsöket på Donald Trump 2016
Mordförsöket på Donald Trump 2016 inträffade 18 juni 2016 vid ett av Donald Trumps kampanjmöten i Paradise i Nevada. Den brittiske medborgaren Michael Steven Sandford, som led av mental ohälsa, försökte komma åt en polis tjänstevapen. Polisen ingick i en styrka från Las Vegas Metropolitan Police Department som hade satts in för att upprätthålla säkerheten vid mötet.
Sandford, som avstod från att använda sina Miranda-rättigheter, hävdade att han ville döda Trump så att denne inte skulle kunna väljas till president. Sandford åtalades för brott mot ordningslagen och för olaga vapeninnehav, samt för att vistas i landet illegalt. Sandford erkände sig skyldig 13 september 2016 och dömdes till fängelse i 12 månader och en dag. Efter elva månader släpptes han och deporterades till Storbritannien. Händelsen ledde senare till kritik mot brittisk mentalvård.